# Lagnes
Lagnes ist eine französische Gemeinde mit 1707 Einwohnern (Stand 1. Januar 2022) im Département Vaucluse und in der Region Provence-Alpes-Côte d’Azur.

## Geografie
Lagnes befindet sich am südwestlichen Punkt der Monts de Vaucluse zwischen Fontaine-de-Vaucluse, Saumane-de-Vaucluse und Cabrières-d’Avignon, am Eingang des Regionalen Naturparks Luberon, zu dem das Gemeindegebiet gehört.

## Geschichte
An der Fundstätte Claparousse befanden sich einige prähistorische Siedlungen.
Lagnes wird 1154 zum ersten Mal als „Lagnas“ erwähnt.
Vom 11. bis 13. Jahrhundert besaß die Abtei Saint-André de Villeneuve-lès-Avignon eine Kirche namens Sancti Joannis de Greso, die daraufhin an den Bischof von Cavaillon überging.
1648 errichtete Papst Innozenz X., entgegen den Versprechungen an die Einwohner, die sich gewünscht hatten, unter der Herrschaft von Saint-Siège zu bleiben, ein Lehen für das Marquisat zugunsten von Louis de Cambis.
1720 breitete sich die Pest, von Marseille kommend, in der Provence aus. Um das Comtat Venaissin vor Pestkranken zu schützen, beschlossen die Gemeinden der Region eine 27 Kilometer lange Mauer zu errichten, die sogenannte Pestmauer, von der immer noch einige Abschnitte in der Gemeinde sichtbar sind.
Im 18. Jahrhundert wurde die Herrschaft zwischen den Familien Cambis und Fortia aufgeteilt, die zwei verschiedene, von einem Hof getrennte Wohnsitze im Inneren der Schlossmauern besaßen.
Während der Französischen Revolution war Lagnes Hauptort des Kantons.
1838 endete die Ausbeutung der Eisenvorkommen.

### Einwohnerentwicklung
| Jahr      | 1962 | 1968 | 1975 | 1982 | 1990 | 1999 | 2008 |
| --------- | ---- | ---- | ---- | ---- | ---- | ---- | ---- |
| Einwohner | 1018 | 1025 | 1021 | 1108 | 1397 | 1473 | 1693 |

## Städtepartnerschaft
- Montelanico (Italien)

## Sehenswürdigkeiten
- Schloss aus dem dreizehnten Jahrhundert (Überarbeitung im sechzehnten und siebzehnten Jahrhundert) auf Berggipfel des Dorfes; alte Kapelle Saint-Antoine (zwölftes Jahrhundert) im Schlosshof, eingestuft als Monument historique
- Zwei Rundtürme, Dorftore und ein Kiosk als Überbleibsel der alten Dorfmauern aus dem vierzehnten/fünfzehnten Jahrhundert, 1825 zerstört
- Häuser aus dem 16. und 17. Jahrhundert in der rue Venteuse, Monument historique, Brunnen und Waschhäuser im Dorfzentrum
- Pfarrkirche Saint-Pierre (1844) mit Glockenturm (1746) der alten Kirche Notre-Dame-des-Anges
- Belfried mit viereckiger Turmuhr
- Mehrere umgebaute Kapellen oder Ruinen (Saint-Véran, Pénitents Blancs, Saint-Jean, Saint-Nicolas)
- Freilicht-Theater im Nordwesten des Dorfes (kulturelle Veranstaltungen im Sommer)
- Panoramasicht vom Pieï-Felsen (schöne Sicht auf das Tal der Durance und aufs Luberon)
- Überreste der Pestmauer
- Springbrunnen

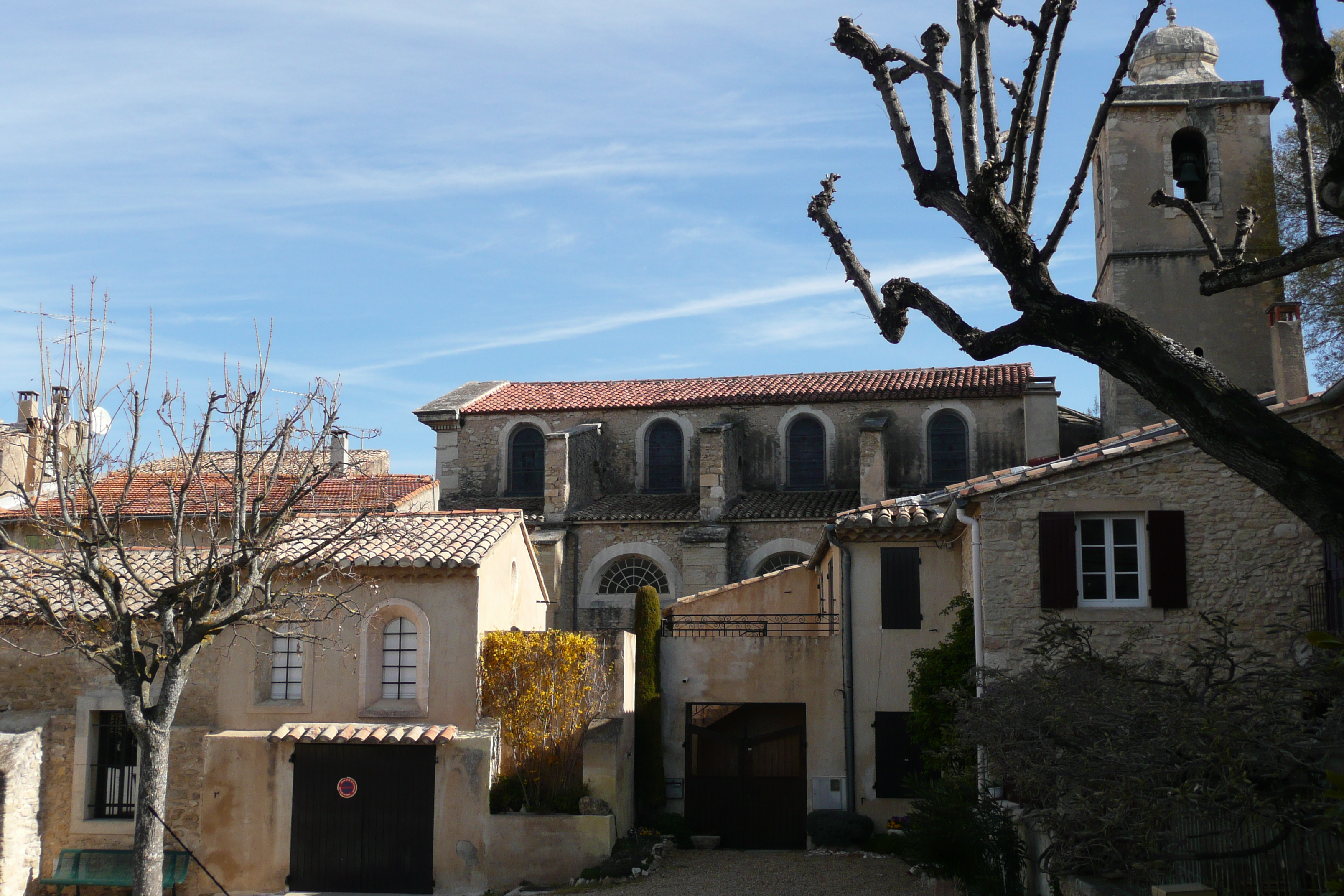
Kirche
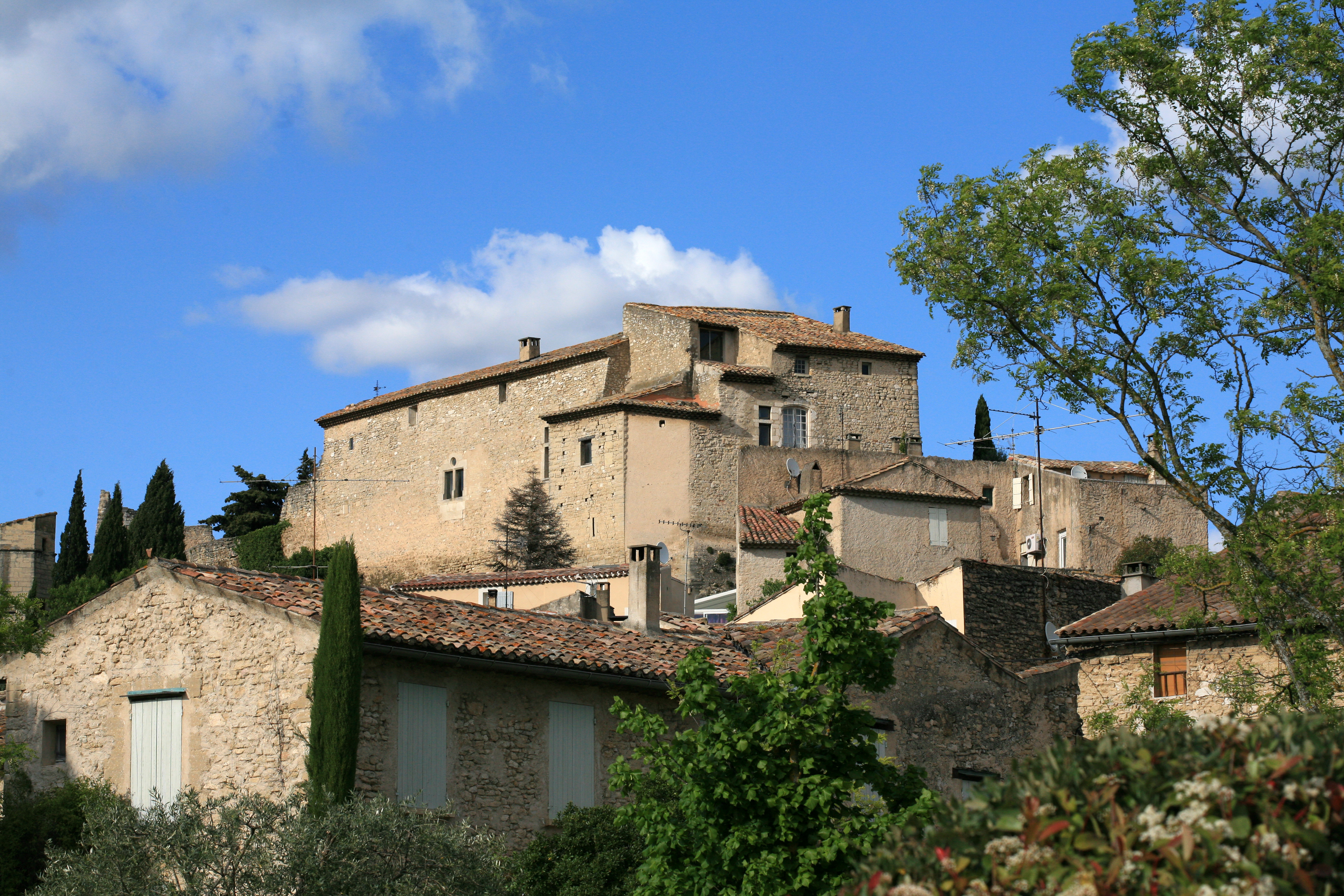
Schloss vom Süden
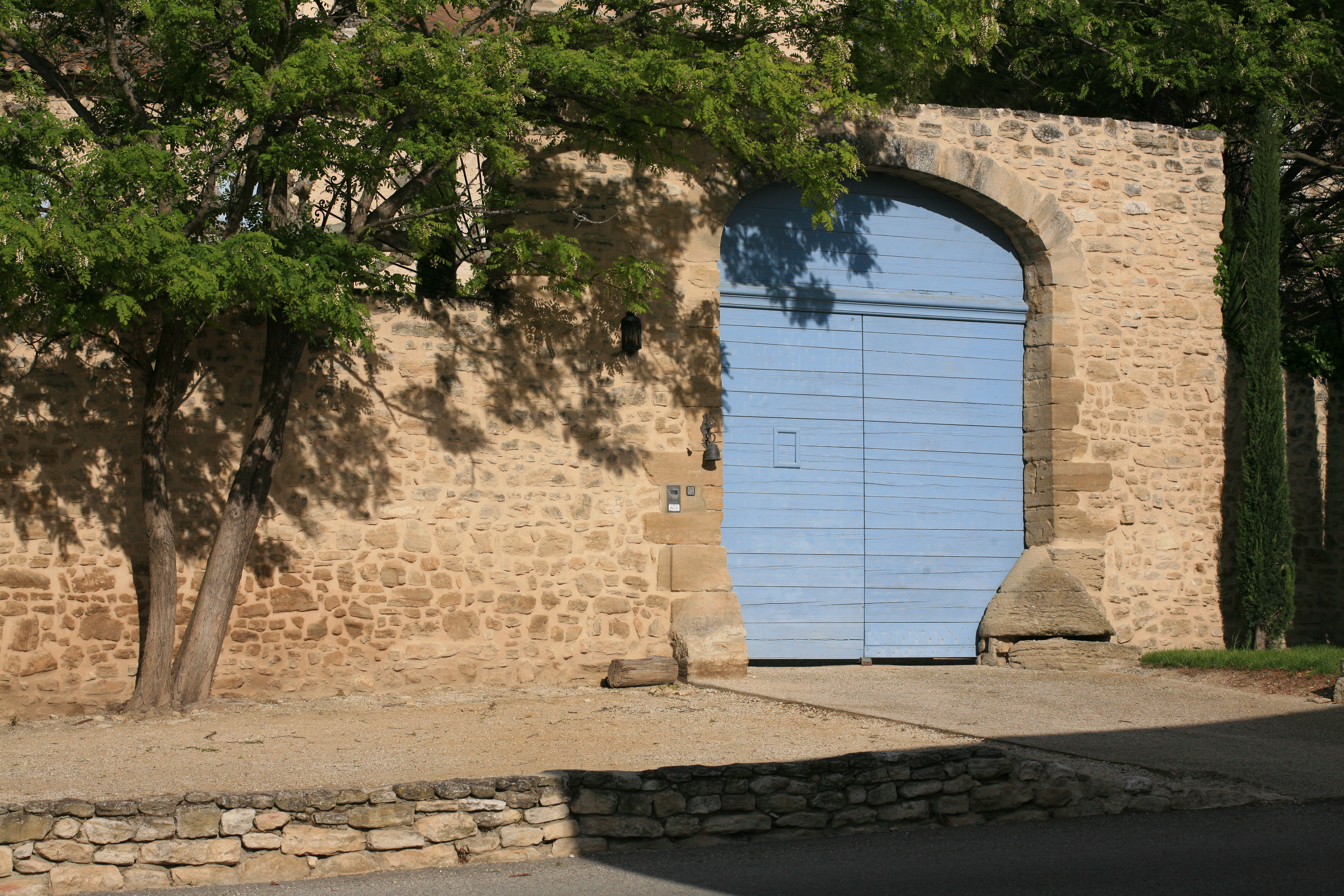
Altes Dorftor
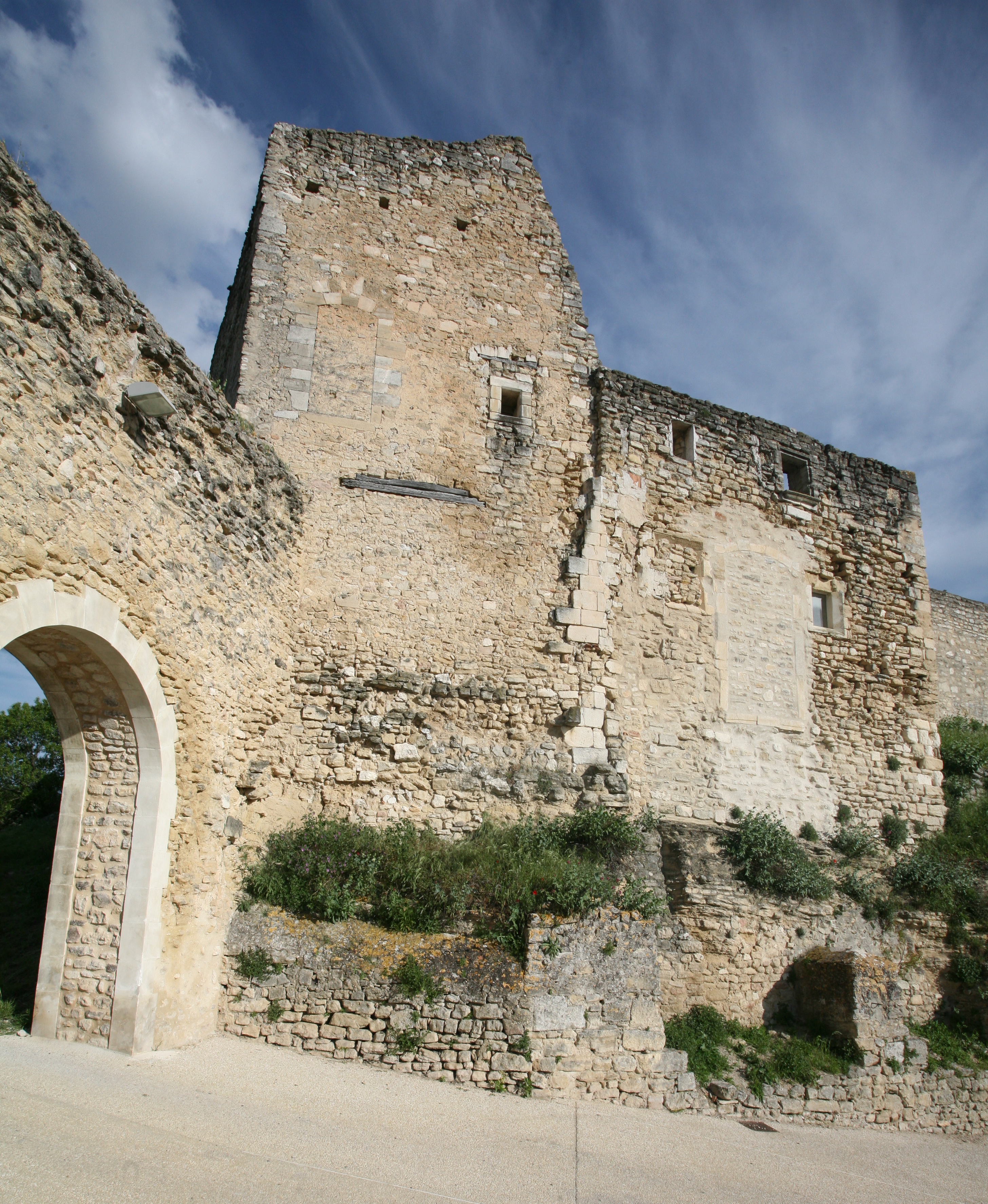
Schloss vom Westen
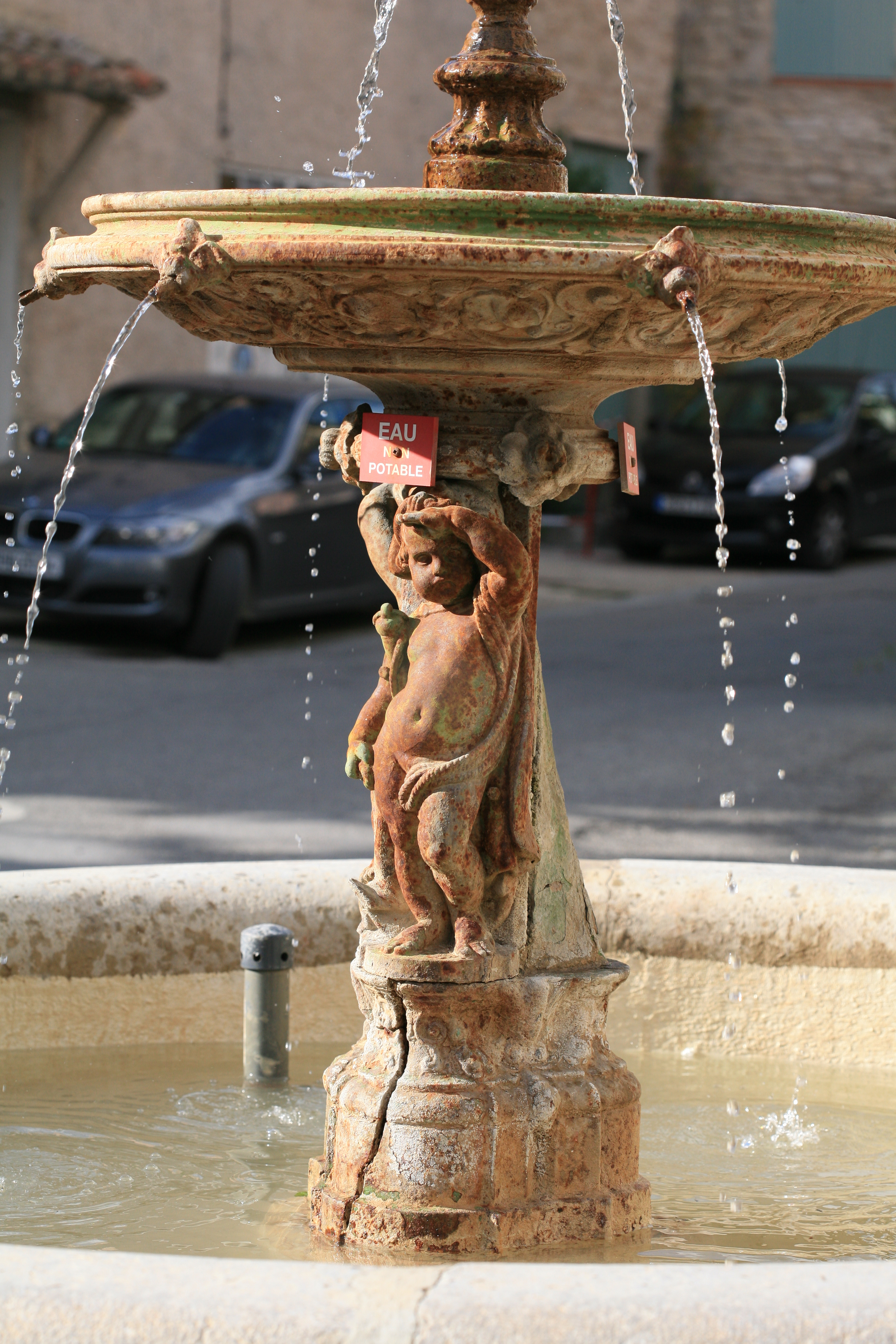
Springbrunnen